# Tytherington and Itchington
Tytherington and Itchington är en civil parish i distriktet South Gloucestershire, i Storbritannien. Den ligger i grevskapet Gloucestershire och riksdelen England, i den södra delen av landet, 160 km väster om huvudstaden London. Det inkluderar Tytherington och Itchington. Civil parish hade 805 invånare år 2021. Fram till 1 april 2023 hette den Tytherington.